# Oleinska kiselina
Oleinska kiselina (ili uljna kiselina) (prema fran.: olein, oleum, od lat.: ulje), karboksilna kiselina, CH3(CH2)7CH=CH(CH2)7COOH. Vezana s glicerolom u ester triolein sastavni je dio gotovo svih masti i ulja; njezine soli i esteri nazivaju se oleati. U promet dolazi kao žuta do crvenkasta uljasta tekućina, koja oksidacijom na zraku tamni. Tehnička kiselina pod nazivom olein služi kao pomoćno sredstvo u tekstilnoj industriji i stabilizator u proizvodnji poli(vinil-klorida).